# Lê Quát
Lê Quát (黎括, 1319 - 1386), tự là Bá Đạt, hiệu Mai Phong, biệt hiệu Lương Giang; là danh sĩ và là quan nhà Trần trong lịch sử Việt Nam.

## Tiểu sử
Ông là người ở hương Phủ Lý, huyện Đông Sơn, trấn Thanh Hoa (nay thuộc tỉnh Thanh Hóa), thuộc dòng dõi Thái sư Lê Văn Thịnh, và cùng đồng môn Phạm Sư Mạnh là học trò giỏi của nhà giáo Chu Văn An.
Sau khi thi đỗ Thái học sinh (Tiến sĩ), Lê Quát được cử giữ một số chức quan dưới triều vua Trần Minh Tông.
Đến 1358 đời vua Trần Dụ Tông, ông được cử làm Tả tư lang kiêm Hàn lâm viện phụng chỉ, kế đó thăng làm Thương thư hữu bộc xạ.
Năm 1366, nhà vua cử ông đi duyệt định sổ trướng tịch (tức sổ hộ tịch) ở trấn Thanh Hoa; về thăng ông làm Thượng thư hữu bật, nhập nội hành khiển (tương đương chức Thủ tướng ngày nay).
Lê Quát mất năm nào không rõ.
Con ông là Lê Giốc chết vì tiết nghĩa, được nhà Trần phong là Mạ Tặc trung vũ hầu, có nghĩa là "trung dũng chửi giặc".

## Tác phẩm
Đương thời, Lê Quát có sáng tác thơ văn, nhưng nay chỉ còn 7 bài thơ trong Tinh tuyển chư gia luật thi và Toàn Việt thi lục. 
Ngoài ra tại chùa Thiệu Phúc (Bắc Giang) còn có bài bia ký của ông có tên là Bắc Giang Bái thôn Thiệu Phúc tự bi ký (Bài ký bia chùa Thiệu Phúc thôn Bái Bắc Giang). Tất cả đều bằng chữ Hán.

## Nhận xét
Danh sĩ thời Nguyễn là Phan Huy Chú viết:
Chí ông (Lê Quát) chuộng chính học bài dị đoan. Do văn học mà (ông) được làm quan cùng nổi tiếng ngang với Phạm Sư Mạnh. Thời bấy giờ người ta đều khen "Lê, Phạm" .
Trích thêm ý kiến của GS. Nguyễn Huệ Chi: 
Qua bảy bài thơ còn lại, có thể thấy ông là người phóng khoáng, không lấy việc làm quan làm một sự ràng buộc hành vi và tư tưởng...Đôi khi sau một đôi nét chấm phá đơn sơ mà sắc sảo về cảnh vật, nhà thơ hé cho ta thấy những nỗi cô đơn, sầu muộn đang làm xao xuyến lòng ông. Nó là cái buồn của cả một thế hệ sĩ phu cảm thấy triều đại nhà Trần đang không cưỡng lại được sự suy sụp.
Ở mặt khác, Lê Quát cũng là một nhà Nho hết lòng vì đạo, muốn ra sức đẩy lùi ảnh hưởng của Phật giáo để dành cho Nho giáo một vị trí trong đời sống tinh thần...Và bài bia ký ở chùa Thiệu Phúc mang tiếng là bài Phật ấy, thực chất chỉ là một lời tự thú về cái bất lực của một tín đồ nhà Nho trước cảnh hiu quạnh, tiêu điều của môn phái mình...
Nhưng nói chung, dù mỏi mệt chán nản, hay cố giữ tư thế tích cực của một mẫu người nhập cuộc; cảm hứng chung toát ra từ nghệ thuật thơ văn của Lê Quát vẫn là một cảm hứng trong sáng chứ không gò gẫm nặng nề. Lòng yêu đất nước đã giúp của nhà thơ tạo được một bút pháp tả cảnh sinh động: cảnh quyện lấy tình; và cái nét nhẹ nhõm, hài hòa trong thơ ông cũng là phong cách chung của văn học của cả thời đại .